# Parque Nacional Natural Amacayacu
Der Parque Nacional Natural Amacayacu ist ein Nationalpark im Süden Kolumbiens, 60 Kilometer von Leticia im Departamento de Amazonas. Es gibt ein Besucherzentrum.

## Lage
Der Park liegt im el Trapecio amazónico genannten geographischen Korridor zwischen Peru und Brasilien. Der Nationalpark grenzt direkt an den Amazonas. Er liegt im Departamento de Amazonas. Der Name Amacayacu stammt aus der Quechua-Sprache und bedeutet „Hängemattenfluss“. Der Nationalpark wurde 1975 von der Regierung Kolumbiens mit dem Ziel gegründet, die Biodiversität dieses Abschnittes des Amazonas zu erhalten. Die Fläche des Nationalparks beträgt 2935 Quadratkilometer. Entlang der nordwestlichen Grenze fließt der Río Cotuhe, entlang der östlichen Grenze der Oberlauf des Río Pureté sowie entlang der südwestlichen Grenze der namengebende Río Amacayacu.

## Zweck
In dem Park werden Ansätze des integrierten Biodiversitätsschutzes mit der dort lebenden Bevölkerung erprobt. In diesem Gebiet des Amazonas leben u. a. Menschen der Ethnie der Ticuna. 

## Ökologie
Nach Schätzungen der kolumbianischen Nationalparkbehörde leben auf dem Gebiet des Parkes ungefähr 150 Säugetierarten, ca. 500 Vogelarten und eine große Vielfalt von Süßwasserfischen. Hier kommt u. a. die kleinste Primatenart, das Löwenäffchen (Leontopithecus) sowie eine Art der Süßwasserschildkröten vor.